# Vladimir Makogonov

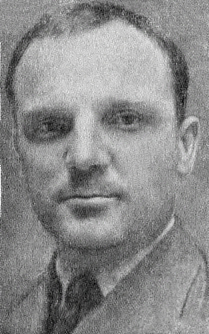
Vladimir Makogonov, ca.1938

Vladimir Andrejevitsj Makogonov (Russisch: Владимир Андреевич Макогонов) (Nachitsjevan, 27 augustus 1904 - Bakoe, 2 januari 1993) was een schaakgrootmeester uit Azerbeidzjan. Hij woonde te Bakoe. Hij werd internationaal meester in 1950 en ere-grootmeester in 1987.

## Schaakcarrière
Hij werd vijf keer kampioen van Azerbeidzjan, van 1947 tot 1952. Hij nam acht keer deel aan het kampioenschap van de Sovjet-Unie tussen 1927 en 1947: in 1937 en 1939 eindigde hij vierde. Hij werd derde in het toernooi van Leningrad-Moskou in 1939 na Salo Flohr en Samuel Reshevsky, tweede te Sverdlovsk in 1943 na Michail Botvinnik, maar voor Vasili Smyslov en Isaak Boleslavski. In 1942 versloeg hij Salo Flohr te Bakoe met 7½-4½ in een match over twaalf partijen. In de radiomatch tegen de Verenigde Staten in 1945 speelde hij op bord 9 en versloeg hij Abraham Kupchik met 1½-½.

## Coaching
Hij stopte met competitieschaken in 1950, en werd schaakcoach. Hij begeleidde onder meer twee latere wereldkampioenen: Vasili Smyslov in 1957 en later Garri Kasparov, waar hij de eerste trainer van was.

## Openingsvarianten
De Makogonovvariant in het Koningsindisch (1.d4 Pf6 2.c4 g6 3.Pc3 Lg7 4.e4 d6 5.h3) en in de Grünfeld-Indisch (1.d4 Pf6 2.c4 g6 3.Pc3 d5 4.Pf3 Lg7 5.e3 0-0 6.b4) zijn naar hem genoemd.